# Ніколайчук Олексій Несторович
Олексі́й Не́сторович Ніколайчу́к (1899–1984) — український педагог, заслужений вчитель УРСР. Почесний громадянин міста Гайворон.

## Життєпис
Народився в селі Таужне, нині Гайворонського району Кіровоградської області. Українець.
Закінчив трикласну сільську школу й учительську семінарію в Ольгополі. У 1920 році розпочав вчителювати у Таужненській школі.
У червні 1941 року призваний до лав РСЧА. Учасник німецько-радянської війни: до кінця 1942 року був старшим писарем при штабі полку, згодом — зав. діловодством дорожньо-комендантської роти 25-го окремого дорожньо-експлуатаційного батальйону, старший сержант. Член ВКП(б) з 1943 року. Учасник радянсько-японської війни на тій же посаді, старшина.
Після демобілізації повернувся до педагогічної практики, заочно закінчив педагогічний інститут. Був директором шкіл у Таужній, Котовці, Солгутовому.
З 20 жовтня 1961 року по серпень 1963 рік працював директором Гайворонської середньої школи № 6.
З жовтня 1968 по січень 1969 року працював завідувачем методичним кабінетом Гайворонського районного відділу народньої освіти, згодом тривалий час очолював Гайворонський райвно, неодноразово обирався депутатом міської ради.
Помер і похований у Гайвороні.

## Нагороди
Нагороджений орденами Трудового Червоного Прапора, Червоної Зірки (14.06.1945) і медалями, у тому числі «За бойові заслуги» (05.09.1945).